# Diecezja Auckland
Diecezja Auckland (łac. Diœcesis Aucopolitana) – diecezja Kościoła rzymskokatolickiego w północnej części Nowej Zelandii. Została erygowana w 1848, jako jedna z dwóch pierwszych diecezji katolickich w tym kraju (drugą była diecezja Wellington). W 1980 uzyskała swoje dzisiejsze granice.

## Główne świątynie
- Katedra: Katedra św. Patryka w Auckland

## Lista biskupów diecezjalnych
1. 1848-1869: Jean-Baptiste Pompallier SM
2. 1870-1874: Thomas Croke
3. 1879-1881: Walter Steins SJ
4. 1882-1896: John Edmund Luck OSB
5. 1896-1910: George Michael Lenihan OSB
6. 1910-1929: Henry William Cleary
7. 1929-1970: James Michael Liston
8. 1970-1974: Reginald Delargey
9. 1974-1983: John Mackey
10. 1983-1994: Denis Browne
11. 1994-2021: Patrick Dunn
12. od 2022: Stephen Lowe